# Árni Þorláksson
Árni Þorláksson (* 1237; † 17. April 1298 in Bergen) war von 1269 bis 1298 isländischer Bischof vom Skálholt.

## Leben
Er stammte aus einer der mächtigsten Familien des Landes. Seine Eltern waren Þorlákur Guðmundsson grís und Halldóra Ormsdóttir. Er war über seinen Großvater Guðmundur grís versippt mit den mächtigen Clans der Svínfellinga, den Häuptlingen aus Haukadal, Hítadal und den Skarðverja. Über seine Mutter zählte Sæmundur fróði zu seinen Vorfahren.
Er beteiligte sich an der Neufassung des isländischen Rechts nach dem Anschluss Islands an Norwegen im Jahre 1262. Er verfasste mit Erzbischof Jon Raude ein neues Christenrecht, das 1275 auf dem Althing angenommen wurde. In seine Amtszeit fällt die Annahme der Jónsbók 1281.
Er kämpfte für die Einhaltung des Zölibats der Priester und gegen das Patronatsrecht, wobei er sich auf das neu eingeführte Christenrecht stützte. Er forderte, dass kein Laie eine Kirche oder Kirchengut besitzen könne, und geriet damit in einen langen und erbitterten Kampf mit den mächtigen isländischen Kircheneignern, vor allem mit dem Häuptling Rafn Oddson, die noch in der Tradition des Eigenkirchenwesens standen. In diesem Anliegen beugte er sich nicht einmal König Erik Magnusson, den er in weltlichen Bereichen durchaus unterstützte. Es kam zum Konflikt mit Lodin Lepp, dem Gesandten des Königs. Bischof Arne war deshalb am Hofe König Eriks schlecht angesehen. Aber außerhalb Norwegens stand er doch in so hohem Ansehen, dass sogar König Erik menved von Dänemark ihn bat, König Erik von Norwegen dazu zu bewegen, seine Heerfahrten nach Dänemark einzustellen. Der Streit um die Kirchengüter wurde 1297 durch den Vergleich von Øgvaldsnes (heute Avaldsnes) zwischen König Erik und Bischof Árni beigelegt.
Sein Leben ist in Árni saga biskups, einer Biografie, die unmittelbar nach seinem Tode in Skálholt verfasst wurde, dargestellt. Sie schildert sein Leben und Wirken bis zum Jahre 1291, wo sie plötzlich abbricht. Es wird angenommen, dass sie von seinem Neffen, Bischof Árni Helgason (Bischof von 1304 bis 1320) verfasst wurde. Jedenfalls benutzte der Verfasser das bischöfliche Archiv und hatte detaillierte Kenntnisse über seine Maßnahmen, wie aus den vielen zitierten Briefen zu ersehen ist. Sie ist die wichtigste Quelle zu seinem Leben.